# Food defense
Food defense is het beveiligen van de productiefaciliteit tegen kwaadwillige acties die de veiligheid van een product bedreigen, bijvoorbeeld opzettelijke besmettingen. Dit in tegenstelling tot voedselveiligheid, dat uitgaat van onopzettelijke besmettingen.
Het vakgebied food defense is ontstaan in de VS in 2001. Na de aanslagen van 11 september benoemde de Amerikaanse overheid de voedingsindustrie tot een van de vitale infrastructuren. In 2002 werd de Bioterrorism Act aangenomen. De Food and Drug Authority (FDA) heeft naar aanleiding hiervan Food Defense-eisen opgesteld. Deze eisen gelden voor Amerikaanse ondernemingen, maar ook voor ondernemingen die hun producten op de Amerikaanse markt afzetten. De FDA stelt een Food Defense Plan Builder beschikbaar.
De Amerikaanse wetgeving stelt Food Defense verplicht. Dit is in Europa niet het geval, het is geen onderdeel van de EU wetgeving. 
Wel is Food Defense een eis in GFSI erkende normen: BRC, IFS en FSSC 22000. De eisen voor Food Defense in deze normen verschillen enigszins, maar allen vereisen een risico - analyse en bijbehorende beheersmaatregelen. Dit wordt ook wel aangeduid aan TACCP.  
Food Defense en voedselveiligheid hebben hetzelfde doel: een veilig product om consument, merk en branche te beschermen. De methode en kennis voor Food Defense is echter totaal verschillend van voedselveiligheid: de HACCP-methode is niet geschikt voor Food Defense. 
In de Food Defense Analyse definieert men welke opzettelijke besmettingsgevaren er zouden kunnen zijn. Dit gebeurt vaak door het maken van een bedrijfsanalyse en een dreigingsanalyse. De bedrijfsanalyse gaat in op de kenmerken van het bedrijf, zowel de fysieke locatie als ook de plaats in de keten, type product en klanten. De dreigingsanalyse gaat uit van typering van mogelijke daders met daarbij scenario's per dader waarin mogelijke acties om product te besmetten zijn beschreven. De analyse wordt vervolgens gemaakt of het bedrijf zich voldoende heeft gewapend tegen de bedreigingen (uit bedrijfs- en dreigingsanalyse). Daar waar nodig worden aanvullende beveiligingsmaatregelen getroffen. 